# Zámostská hoľa
Zámostská hoľa je vrch na hlavním hřebeni ďumbierské části Nízkých Tater o nadmořské výšce 1612 m. Vedou na něj značené cesty z Magurky, sedla Ďurkové, obce Jasenie nebo sedla pod Skalkou.